# Baskery
Baskery è un gruppo musicale svedese di genere alternative folk rock, formato da tre sorelle, Greta, Stella e Sunniva Bondesson. Il gruppo ha pubblicato quattro album.

## Storia
I Baskery furono fondati nel 2007 da membri dei The Slaptones, gruppo che aveva il padre delle tre ragazze, Janåke Bondesson, come batterista e che aveva pubblicato due album (Simplify, 2003, e Amplify, 2004) ed era andato in tour negli USA aprendo i concerti della Brian Setzer Orchestra.
Nel 2007 venne pubblicato dalla Veranda Independent Records un primo EP, One Horse Down. Il primo LP, Fall Among Thieves, venne registrato con il produttore Lasse Mårtén senza sovraincisioni e furono prese per la pubblicazione dei singoli brani, principalmente la prima o la seconda registrazione, in quanto vennero ritenute più aderenti allo stile del gruppo. L'album venne pubblicato in Svezia nel maggio 2008 e in Norvegia, Germania, Austria, Belgio, Paesi Bassi e Italia nell'autunno successivo; nel Regno Unito venne pubblicato a gennaio 2009.
Nel 2008 il gruppo ha partecipato a festival in USA, Canada, Francia, Irlanda, Danimarca e Norvegia e ha girato il Regno Unito con il supporto di Seth Lakeman alla fine del 2008.
Nel 2012 hanno suonato in vari festival e concerti negli USA e in Europa come il Beautiful Days e lo Shrewsbury Folk Festival, prima di tornare in studio per registrare a Berlino il nuovo album.
Nel 2013 andarono in tour in Germania come supporto di Ina Müller prima di tornare negli USA per una serie di concerti del loro tour personale.
Il secondo LP, Little Wild Life, venne pubblicato in Svezia nell'ottobre 2013 e nel resto d'Europa a inizio 2014.
Nel 2014 il gruppo si trasferì a Nashville, negli USA, dove registrarono un album pubblicato dalla Warner Bros. A settembre si trasferirono a Los Angeles. SFunsero da spalla per i concerti di Robbie Williams nel Let Me Entertain You Tour a inizio 2015 e furono il gruppo di supporto di Brandi Carlile lo stesso anno.
Dal 2016 al 2017 andarono in tour in varie località degli USA come Bottle Rock, Arroyo Seco, Newport Folk Festival, Bonnaroo, SXSW & Utopia Fest e sono state band di supporto di Gary Clark Jr. per il suo The Story of Sonny Boy Slim Tour.
Nel 2018 hanno intrapreso un lungo tour negli USA, Svezia, Spagna, Danimarca, Finlandia e Inghilterra, aprendo i concerti di Lukas Nelson &amp; Promise of the Real nel suo tour in Germania.
Lo stesso anno è stato pubblicato il terzo LP, Coyote & Sirens che era stato registrato al Glenwood Studios a Burbank, Los Angeles e prodotto da Andrew Dawson.

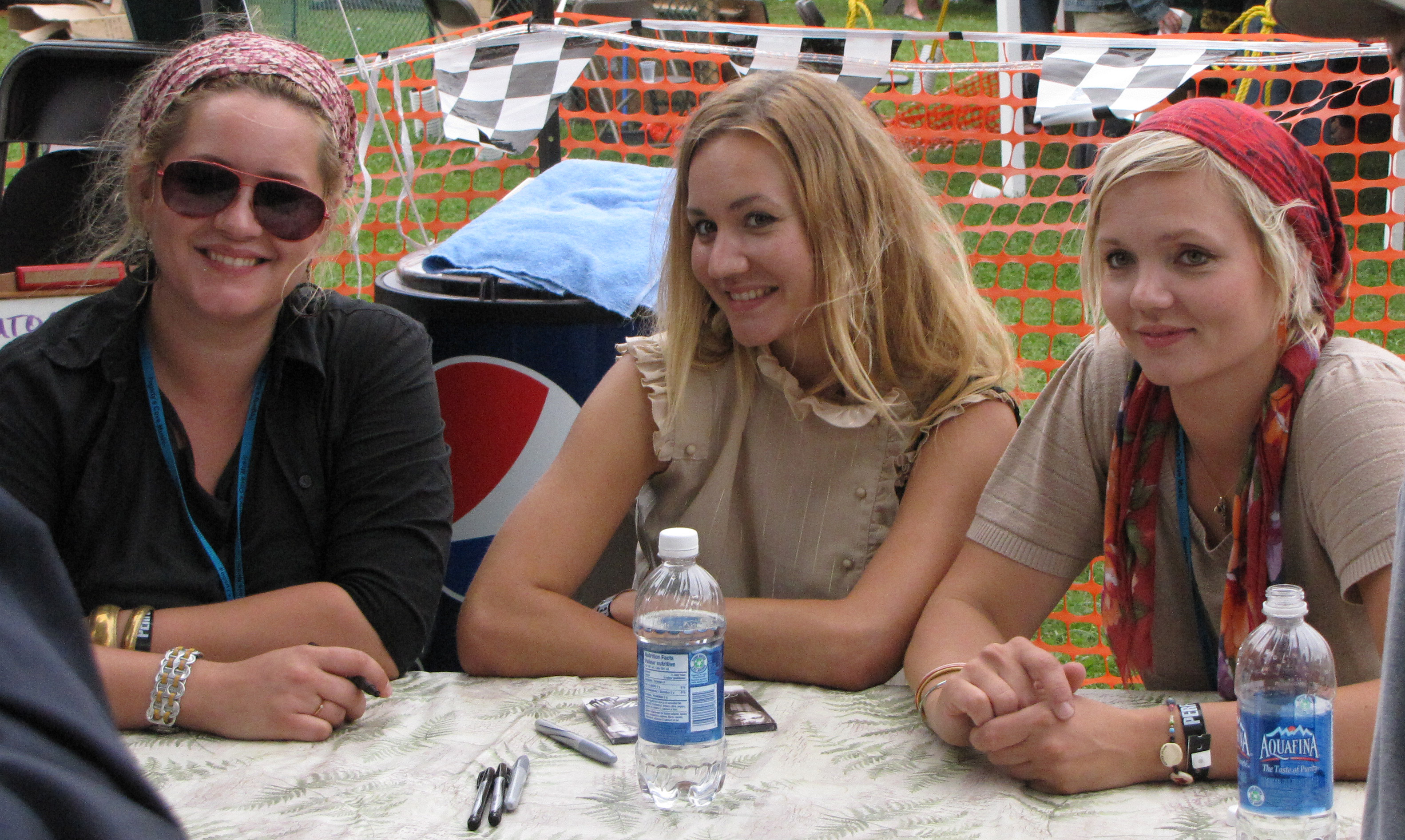
Il gruppo mentre firma autografi nel 2010. Da sinistra: Stella, Sunniva e Greta

## Formazione
- Greta Bondesson: banjo/chitarra, batteria, armonica, canto
- Stella Bondesson: contrabbasso, canto
- Sunniva Bondesson: chitarra acustica ed elettrica, violoncello, canto

## Discografia
EP
- 2007 - One Horse Down (Veranda Independent Records)

LP
- 2008 - Fall Among Thieves (Glitterhouse Records, UK 2009)
- 2011 - New Friends (Blue Rose Records)
- 2013 - Little Wild Life (Mother Tarantula Rec)
- 2018 - Coyote & Sirens (Mother Tarantula Rec)

Singoli
- 2021 - Rock and Roll